# Petko Voyvoda Peak
Der Petko Voyvoda Peak (englisch; bulgarisch връх Петко войвода wrach Petko Wojwoda) ist ein etwa 400 m hoher Berg auf der Livingston-Insel im Archipel der Südlichen Shetlandinseln. Im Delchev Ridge der Tangra Mountains ragt er 1 km östlich des Elena Peak, 1,3 km südöstlich des Paisiy Peak und 1 km südwestlich des Kalojan-Nunatak auf.
Die bulgarische Kommission für Antarktische Geographische Namen benannte den Berg 2005 nach dem bulgarischen Freiheitskämpfer Petko Wojwoda (1844–1900).